# Plagiodontia ipnaeum
Plagiodontia ipnaeum är en utdöd gnagare som beskrevs av Johnson 1948. Plagiodontia ipnaeum ingår i släktet Plagiodontia och familjen bäverråttor. IUCN kategoriserar arten globalt som utdöd. Inga underarter finns listade i Catalogue of Life.
Arten levde på Hispaniola och den var större än den dominikanska bäverråttan. Troligen dog arten ut efter européernas ankomst i Västindien. Kanske är Plagiodontia ipnaeum identisk med djuret Quemi som beskrevs av Gonzalo Fernández de Oviedo. Han var mellan 1536 och 1546 på ön. Plagiodontia ipnaeum kan även vara djuret som av öns befolkning kallas Comadreja. Obekräftade iakttagelser av Comadreja skedde under början av 2000-talet.